# المعاقيب (إب)

تعديل مصدري - تعديل

المعاقيب محلة تابعة لقرية القبلي، التابعة لعزلة بني محرم بمديرية إب إحدى مديريات محافظة إب في الجمهورية اليمنية، بلغ تعداد سكانها 42 حسب تعداد اليمن لعام 2004.